# Chenango County
Chenango County är ett administrativt område i delstaten New York, USA. År 2010 hade countyt 50 477 invånare. Den administrativa huvudorten (county seat) är Norwich.

## Geografi
Enligt United States Census Bureau har countyt en total area på 2 328 km². 2 315 km² av den arean är land och 11 km² är vatten.

### Angränsande countyn
- Madison County, New York – nord
- Otsego County, New York – nordost
- Delaware County, New York – sydost
- Broome County, New York – syd
- Cortland County, New York – väst